# Гломероміцети
Гломероміцети (Glomeromycetes) — клас грибів, що належить до монотипового відділу Glomeromycota. Клас об'єднує облігатні мікоризні гриби, що має велике значення як ендосимбіонти. Ендомікоріза розвинена у 80% трав'янистих рослин, а також можлива у деяких дерев і чагарників в дорослому стані і на ранніх етапах розвитку з насіння. Гіфи грибів знаходяться в корі кореня, йдуть по міжклітинному просторі і утворюють термінальні або інтеркалярні вздуття — везикули. Гіфи можуть дихотомічно гілкуватися з утворенням арбускул. Така мікориза називається арбускулярно-везикулярною. У результаті лізису гриба в клітинах рослин залишається зерниста маса. Спори мають складну будову оболонки, що складається з 6 шарів і містить хітин і целюлозу. Спори розташовуються частіше на поверхні коренів рослин поодиноко або групами.
У класі описано понад 200 видів.